# Mendes Tavares
José Mendes Tavares, mais conhecido como Mendes Tavares (Teresina, 8 de junho de 1873 — 29 de dezembro de 1965), foi um médico e político brasileiro.
Foi senador pelo Distrito Federal de 1924 a 1930, além de deputado federal de 1918 a 1924.